# ائرو ال-۵۹ سوپر آلباتروس
ائرو ال-۵۹ سوپر آلباتروس (به انگلیسی: Aero L-59 Super Albatros) یک هواپیمای ساختِ آئرو ودوخودی است که در سال ۱۹۸۶–۱۹۹۶ ساخته شد. نخستین استفاده‌کنندهٔ این هواپیما نیروی هوایی چک بوده‌است. این هواپیما در ۳۰ سپتامبر ۱۹۸۶ میلادی نخستین پرواز خود را انجام داد.